# Dynasty Warriors 5
Dynasty Warriors 5, in Giappone Shin: Sangoku musō 4 (真・三國無双4?), è un videogioco hack 'n slash ambientato in Cina, e quinto capitolo della serie Dynasty Warriors, sviluppato dalla Omega Force e pubblicato dalla Koei. Il videogioco è stato pubblicato per PlayStation 2 Xbox, Xbox 360 e Microsoft Windows. È basato sul romanzo giapponese Il romanzo dei Tre Regni di Luo Guanzhong.
Il 16 novembre 2005 è stato pubblicato per PlayStation 2 Dynasty Warriors 5: Xtreme Legends (真・三國無双4 猛将伝), espansione minore del videogioco. Dynasty Warriors 5 Special (Shin Sangokumusō 4 Special) è un'altra espansione del videogioco, pubblicata il 22 dicembre 2006 per Xbox. La terza espansione per il videogioco è Dynasty Warriors 5: Empires (真・三國無双4 Empires) è stata pubblicata il 28 marzo 2006 sia per PlayStation 2 che da Xbox.